# Autoenkodér

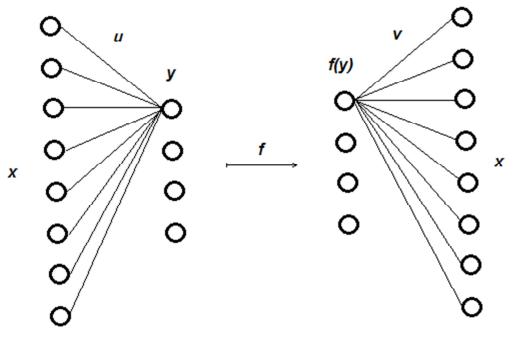
Architektura autoenkodéru, kde x resp. y jsou aktivační potenciály neuronů vstupní/výstupní resp. dělicí vrstvy, f je aktivační funkce neuronů dělicí vrstvy a u resp. v je vektor vah enkodéru resp. dekodéru

Autoenkodér je dopředná umělá neuronová síť užívající samoučení (self-supervised learning), který dokáže účinně kódovat vstupní data na vektor menší dimenze a opět je dekódovat při nulové ztrátě informace. Jedná se o vícevrstvý perceptron se shodným počtem vstupních a výstupních neuronů o lichém počtu vrstev, kde střední vrstva je označována jako dělicí. Autoenkodér se na sadě vstupních vzorů učí autoasociativní funkci, tj. vzor předložený na vstup reprodukovat na výstupu. Jako učící strategii lze užít algoritmus zpětného šíření chyby. Autoenkodér slouží ke kompresi (snížení dimenzionality) a kryptování informace, kde vstupní až dělicí vrstva (enkodér) slouží ke kompresi a šifrování vstupního vzoru do stavů neuronů dělicí vrstvy a dělicí až výstupní vrstva (dekodér) slouží k dekompresi a dešifrování vstupního vzoru ze stavů neuronů dělicí vrstvy. Kompresní poměr je dán poměrem počtu neuronů vstupní/výstupní vrstvy k počtu neuronů dělicí vrstvy. První polovina vah sítě pak slouží jako šifrovací klíč a druhá polovina vah sítě slouží jako dešifrovací klíč. Šifrování libovolného počítačového souboru probíhá zakódováním každého jeho bajtu {\displaystyle \left(x_{1},\ldots ,x_{8}\right)} do jemu příslušného vektoru {\displaystyle \left(y_{1},\ldots ,y_{4}\right)}:
{\displaystyle \left(x_{1},\ldots ,x_{8}\right){\begin{pmatrix}u_{11}&\cdots &u_{14}\\\vdots &\ddots &\vdots \\u_{81}&\cdots &u_{84}\\\end{pmatrix}}=\left(y_{1},\ldots ,y_{4}\right)}
a posléze jeho následným dekódováním:
{\displaystyle \left(f_{1}\left(y_{1}\right),\ldots ,f_{4}\left(y_{4}\right)\right){\begin{pmatrix}v_{11}&\cdots &v_{18}\\\vdots &\ddots &\vdots \\v_{41}&\cdots &v_{48}\\\end{pmatrix}}=\left(x_{1},\ldots ,x_{8}\right)}
kde {\displaystyle {\overrightarrow {x}}} resp. {\displaystyle {\overrightarrow {y}}} jsou vektory potenciálů neuronů vstupní/výstupní resp. skryté tzv. dělící vrstvy, {\displaystyle {\overrightarrow {f}}} je vektor aktivačních funkcí neuronů dělící vrstvy a {\displaystyle \left({\overrightarrow {u}}_{1},\ldots ,{\overrightarrow {u}}_{4},{\overrightarrow {v}}_{1},\ldots ,{\overrightarrow {v}}_{4}\right)} je konfigurace sítě, tj. adaptovaný náhodně generovaný klíč.